# 劉歆 (南朝)
南豐王劉歆（5世紀—5世紀），彭城郡彭城縣人，劉宋長沙景王劉道鄰之曾孫，長沙成王劉義欣之孫，劉祗長子，南豐哀王劉朗繼子。

## 生平
劉宋元嘉三十年（453年），南豐哀王劉朗為劉劭所殺。大明元年（457年），劉歆出繼劉朗，襲封南豐縣王，食邑千戶。
泰始二年（466年），劉歆生父劉祗因謀求響應劉子勛而被誅殺，劉歆也因此被削爵還本。